# Cyrtosperma beccarianum
Cyrtosperma beccarianum är en kallaväxtart som beskrevs av Alistair Hay. Cyrtosperma beccarianum ingår i släktet Cyrtosperma och familjen kallaväxter. Inga underarter finns listade.